# John Francis
John Francis (15. února 1924 – 20. března 2012) byl skotský profesor a esperantista.

## Dílo

### Vlastní dílo
- Vitralo (novela 1960).
- La granda kaldrono (román 1978)
- Misio sen alveno (1982)
- Tri rakontoj pri la Miljara Paco (1998)
- La kastelo de vitro (2004)
- Kroncprincedzino (román 2011)

### Překlady
- Rikardo III – William Shakespeare